# Прюфер, Хеннинг
Хеннинг Прюфер (нем. Henning Prüfer; род. 7 марта 1996, Росток, Мекленбург — Передняя Померания) — немецкий легкоатлет, специалист по метанию диска и толканию ядра. Выступает за сборную Германии по лёгкой атлетике с 2013 года, обладатель бронзовой медали Универсиады в Неаполе, серебряный призёр юношеских и юниорских мировых первенств.

## Биография
Хеннинг Прюфер родился 7 марта 1996 года в Ростоке. Происходит из спортивной семьи, в частности его мать Корнелия Прюфер выступала в академической гребле.
Занимался лёгкой атлетикой в Потсдаме, проходил подготовку в местном одноимённом клубе SC Potsdam.
Впервые заявил о себе на международном уровне в сезоне 2013 года, когда вошёл в состав немецкой национальной сборной и выступил на юношеском мировом первенстве в Донецке, где стал серебряным призёром в толкании ядра и метании диска.
В 2014 году на юниорском мировом первенстве в Юджине занял 11-е место в толкании ядра и выиграл серебряную медаль в метании диска.
На юниорском европейском первенстве 2015 года в Эскильстуне в метании диска взял бронзу.
Будучи студентом, в 2019 году представлял Германию на Универсиаде в Неаполе — в финале метания диска показал результат 63,52 и тем самым завоевал бронзовую медаль, уступив только австралийцу Мэттью Денни и румыну Алину Фирфирикэ.
В мае 2021 года на домашних соревнованиях в Шёнебеке установил свой личный рекорд в метании диска — 65,26 метра.
Его младший брат Клеменс Прюфер так же выступает за сборную Германии в метании диска.